# Věra Špinarová

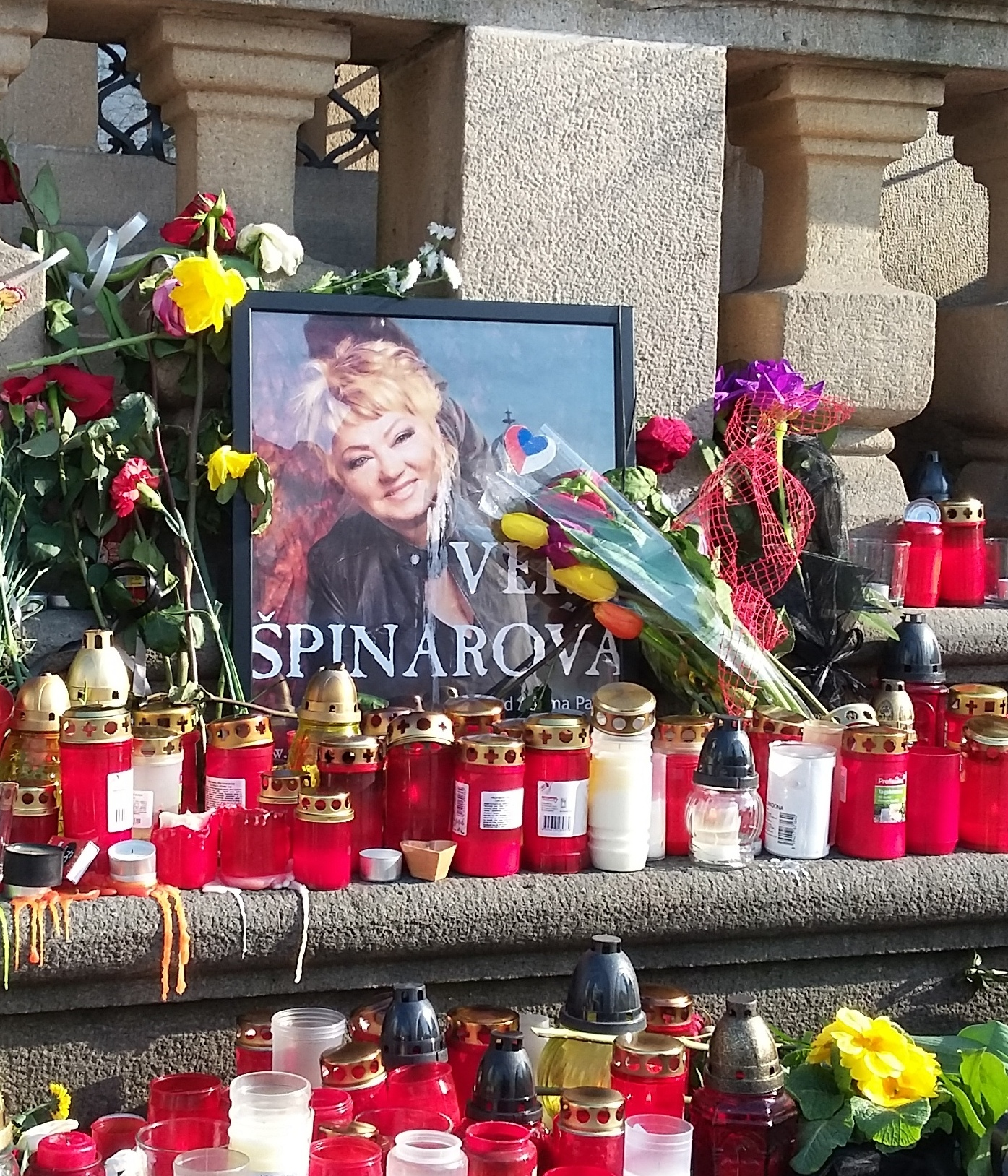
Znicze i kwiaty ku pamięci Věry Špinarovej na Placu Tomasza Masaryka w Ostrawie, marzec 2017

Věra Špinarová (ur. 22 grudnia 1951 w Pohořelicach, zm. 26 marca 2017 w Pradze) – czeska piosenkarka. Niezwykle ceniona za swój unikatowy alt, dzięki któremu zyskała miano czeskiej Janis Joplin i Tiny Turner.

## Życiorys
Věra Špinarová urodziła się w miejscowości Pohořelice w kraju południowomorawskim, po czym w wieku siedmiu lat przeprowadziła się z rodzicami do Ostrawy. Zdobyła wykształcenie chemiczne, jednakże nigdy nie pracowała w wyuczonym zawodzie. 

Już w wieku sześciu lat podjęła naukę gry na skrzypcach, następnie także na gitarze. Karierę wokalną rozpoczęła w wieku piętnastu lat, gdy nagrała swój pierwszy utwór Já před tebou klečím. Występowała z zespołami Flamingo (lata 1967–1969), następnie w grupie Majestic, która w roku 1971, po przejęciu przez Ivo Pavlíka, zmieniła nazwę na Orchestr Ivo Pavlíka (1969–1984), później zaś nawiązała współpracę z zespołem Speciál, założonym przez Adonisa Civopulosa, jej gitarzystę z byłego zespołu. Do roku 1988 czynnie występowała, lecz następnie wycofała się, zniknęła z rynku. Dzięki pomocy biznesmena Vaclava Fischera w latach 90. z sukcesem powróciła na scenę. W ostatnich latach współpracowała z mniej popularnymi zespołami jak Nota Bene, Pirillo, Petarda, Royal Beat i innymi. W roku 2010 wyruszyła na tournée pod nazwą „Nadoraz 2010“, podczas którego akompaniował jej zespół jej syna – Adam Pavlík Band.

## Życie prywatne
Jej pierwszym mężem w 1972 został lider jednego z zespołów, w którym występowała – Ivo Pavlík, z którym doczekała się jednego syna, Adama. W roku 1984 małżeństwo to rozpadło się; niedługo potem Špinarová wyszła za perkusistę i wokalistę zespołu Maximum Petra Hanniga Vítězslava Vávrę. 

22 marca 2017 podczas koncertu w miejscowości Čáslav doznała zatrzymania krążenia. Tuż po tym została przewieziona do praskiego szpitala, gdzie po kilku dniach zmarła. 1 kwietnia 2017 w Ostrawie miała miejsce ceremonia ostatniego pożegnania Very Špinarovej.

## Kariera muzyczna
Podczas swojej kariery wydała łącznie trzynaście płyt – pierwsza z nich, zatytułowana Andromeda, ukazała się w roku 1972 nakładem wytwórni Panton; pozostałe albumy wydał Supraphon. Prawdopodobnie największym sukcesem był dla Artystki wydany w 1982 album Meteor lásky, zawierający utwór o tym samym tytule – jeden z jej największych szlagierów.
Prócz tego udało się Špinarovej wylansować cały szereg przebojów, m.in. Bílá Jawa 250, Ty jsi můj song (z tym utworem brała udział na festiwalu Děčínská kotva 1981), Valentino, Raketou na Mars, A já tě závidím, Andromeda, Fernando, Být sluncem na tvých víčkách czy Kouzlo bílejch čar. 

Jednakże absolutnie największym hitem Věry Špinarovej, jej swoistym znakiem firmowym, był utwór Jednoho dne se vrátíš powstały w roku 1976 do znanej kompozycji Ennio Morricone z filmu Pewnego razu na Dzikim Zachodzie.
W trakcie swojej działalności artystycznej uzyskała wiele nagród – na przykład Złotą Tarczę 1973 jako najpopularniejsza, najwięcej sprzedająca artystka. W 1976 otrzymała brązową nagrodę na festiwalu Bratysławska Lira za utwór Lúčenie, wykonany w języku słowackim i wydany przez przedsiębiorstwo Opus.

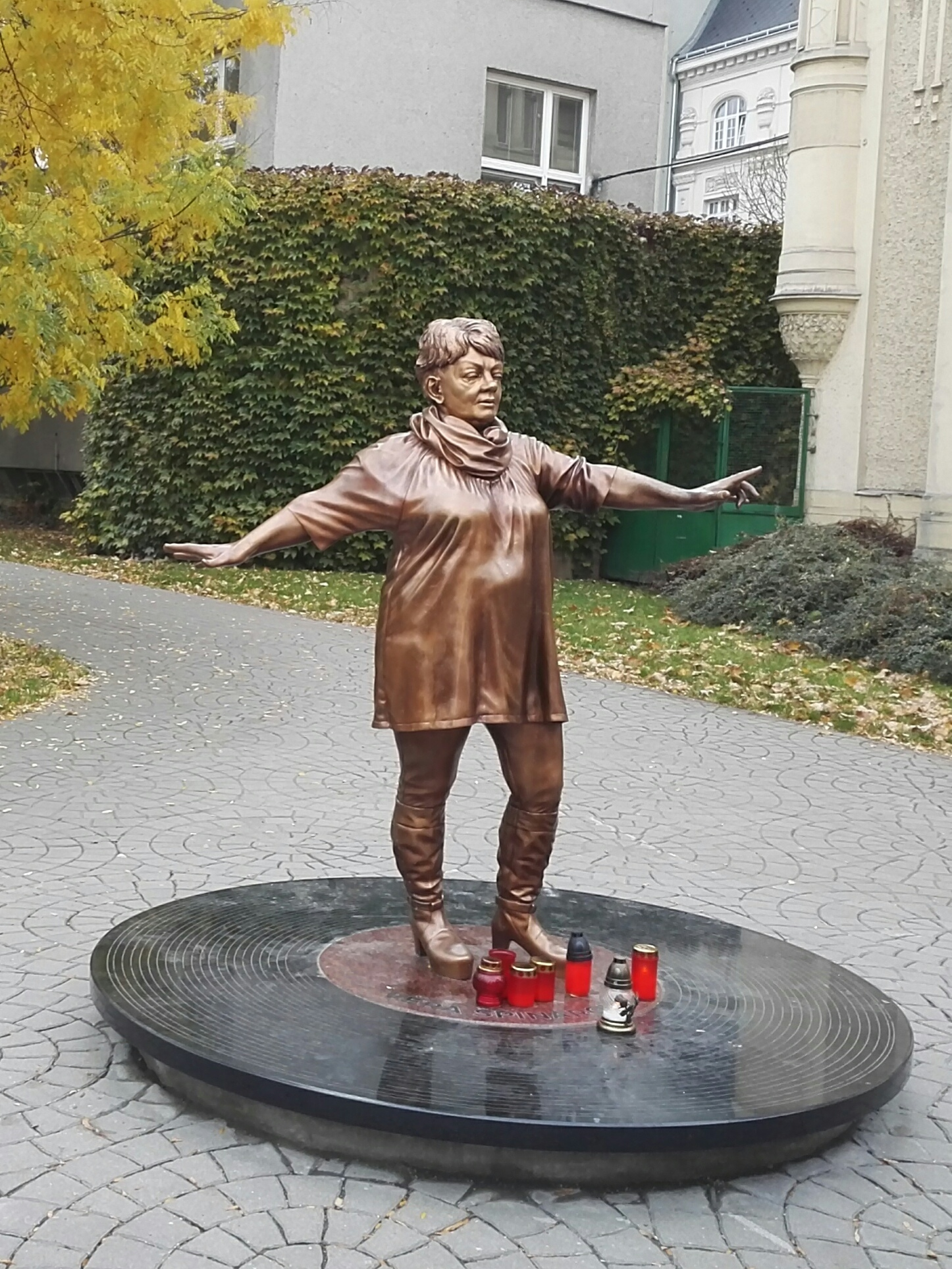
Pomnik w Ostrawie

## Dyskografia
- 1972: Andromeda – Panton
- 1976: Životopis – Supraphon
- 1979: Věra Špinarová 3 – Supraphon
- 1982: Meteor lásky – Supraphon
- 1984: Stíny výsluní – Supraphon
- 1985: Věra Špinarová & Speciál '85 – Supraphon
- 1986: Věra Špinarová 7 – Supraphon
- 1989: Jednoho dne se vrátíš – Supraphon (składanka)
- 1993: … a pořád tě mám ráda – Tóny records
- 1994: Já si broukám – Marco Music
- 1996: Když se láskám stýská – BMG Ariola
- 1996: Andromeda – Bonton Music – (reedycja albumu z 1972)
- 2000: Největší hity – Sony Music/Bonton (składanka)
- 2001: Za vše můžu já – Fischer Entertainment
- 2002: Největší hity 2 – Sony Music/Bonton (składanka)
- 2003: Věra Špinarová 1: Jednoho dne se vrátíš (Portréty českých hvězd) – Areca Music (składanka)
- 2003: Věra Špinarová 2: Letní ukolébavka (Portréty českých hvězd) – Areca Music (składanka)
- 2004: To nejlepší – Supraphon (składanka)
- 2005: Čas můj za to stál – Supraphon
- 2005: Když se láskám stýská – Sony BMG – (reedycja albumu z 1996)
- 2011: Jednoho dne se vrátíš – Největší hity 1970–2010 – Supraphon, 3CD (składanka, seria: Zlatá kolekce)

### Współpraca z innymi artystami
- 1987: Marie & Spol – Marie Rottrová – Supraphon 1113 4179, LP, A5 – Proč si o něj házet – Marie Rottrová, Věra Špinarová, Heidi, Eva Volná.
- 1994: Do nikam – Rebecca – Marco Music Box MX-0009-2331, CD, 08. Jdem dál – Rebecca i Věra Špinarová.
- 1999: Pár přátel stačí mít – Michal David – Epic 495256 2, CD, 06. Vesměs pár ptákovin – Michal David & Věra Špinarová.
- 2003: Dueta – Vláďa Hron – Universal 981 231 – 6, CD, 04. Ten, kdo nemiloval – Vláďa Hron, Věra Špinarová.
- 2004: Pumkanonem – Fleret – BMG, Czech Republic 82876619012, CD, 13. Blues o zlatém zubu – Fleret, Věra Špinarová[9].
- 2006: Forte – Michael Foret – Ariola 8287671557 2, CD, 06. Pouta – Michael Foret i Věra Špinarová.

### Kompilacje
- 1999: Jarek Filgas – Území hříchů – Moravia Music – 13. Loučení (duet s Věrou Špinarovou)
- 2000: Co láska si žádá – Fischer Entertainment, singiel (utwór Co láska si žádá śpiewa 10 piosenkarek, między innymi Věra Špinarová, Radka Fišarová, Denisa Marková, Kateřina Mátlová, Kateřina Nováková, Alice Konečná, Daniela Šinkorová, Markéta Vítková)
- 2001: Co láska si žádá – Fischer Entertainment, CD
- 2003: Naše hity 5 – Supraphon – 10. Den usína mnohem dřív než já
- 2004: Hitparáda 70. léta – Supraphon – 06. Raketou na Mars – CD 1/20. V. Špinarová a Z. Mann – Ten, kdo nemiloval a další – CD 1/6. Fernando – CD 2
- 2005: Mr. Rock & Mr. Roll – Supraphon – 14. Věra Špinarová a Petra Janů – To máme mládež (Let´s Have A Party)
- 2005: Všem láskám – Areca Music – 07. Tak málo mě znáš
- 2006: Legendy Českého Popu 70. léta – Universal Music – 08. Valentino
- 2007: Je jaká je – Universal Music – 10. Fernando/13. Já mám ráda boogie
- 2008: Největší písničky O Lásce všech dob – Universal Music (2CD) – 18. Jednoho dne se vrátíš – CD2
- 2016: Zóna lásky